# The Monarch of the Glen
The Monarch of the Glen est un tableau de 1851 du peintre anglais Edwin Landseer (1802-1873), qui lui a été commandé, dans une série de trois panneaux, pour le palais de Westminster à Londres, en Angleterre. Des gravures sur acier ont été largement diffusées.
Landseer est membre de la Royal Academy et un favori de la reine Victoria. Il devient célèbre pour ses peintures et ses dessins animaliers. Il a notamment sculpté le lion à la base de la colonne Nelson à Trafalgar Square. Dans les années 1840, il peint une série de cerfs à partir de ceux qu'il a observés en détail dans les Highlands depuis 1824. En 1850 Landseer reçoit une commande pour peindre trois tableaux liés à la chasse pour la Chambre des lords. C'est alors qu'il réalise The Monarch of the Glen ainsi que deux autres tableaux. Une fois qu'ils sont terminés, la Chambre des communes refuse de payer les 150 £ promises et les tableaux sont vendus à des collectionneurs privés.
Le tableau est acquis par la Pear's Soap Company et figure dans leurs publicités, puis il est vendu aux distilleries John Dewar and Son's et devient leur emblème avant qu'une image similaire soit utilisée par Glenfiddich. L'original fait maintenant partie de la collection Diageo et est visible au musée de l'Écosse d'Édimbourg.
Le logo de The Hartford Financial Services Group, Inc, une compagnie d'assurances américaine, s'inspire directement de ce tableau.